# Keene (New York)
Pour les articles homonymes, voir Keene.
Keene est une municipalité (town) américaine de l'État de New York, située dans le comté d'Essex.

## Géographie
La municipalité s'étend sur 405,64 km2 dans le parc Adirondack, au centre du comté d'Essex, et comprend plusieurs sommets, dont le mont Marcy, point culminant de l'État de New York. Elle abrite les localités de Keene, Keene Valley et St. Huberts.
|            | Wilmington   | Jay           |
| North Elba | Keene        | Elizabethtown |
| Newcomb    | North Hudson |               |

## Histoire
Le village de Keene est fondé en 1787. La municipalité est créée le 19 mars 1808 par détachement de parties issues d'Elizabethtown et de Jay. En 1849, la partie ouest s'en sépare pour former la municipalité de North Elba.

## Politique et administration
La municipalité est administrée par un superviseur et un conseil de quatre membres élus pour deux ans.